# Jørgen Steen Sørensen
Jørgen Steen Sørensen (født 21. april 1965 i København) er en dansk jurist, der siden den 1. november 2019 har været dommer i Højesteret.
Han var Folketingets Ombudsmand fra den 1. februar 2012 til den 31. oktober 2019. Jørgen Steen Sørensen afløste Hans Gammeltoft-Hansen.
Jørgen Steen Sørensen var i perioden 1. august 2007 - 31. januar 2012 rigsadvokat. Han afløste Henning Fode på posten.
Sørensen aflagde juridisk embedseksamen (cand.jur.) ved Københavns Universitet i 1990. Fra 1990 arbejdede han som fuldmægtig i Justitsministeriet til 1992, hvorefter han i to år var hos Folketingets Ombudsmand. Fra 1994 tilbage i Justitsministeriet, her arbejdede han frem til år 2001 og igen i en etårig periode i 2002-03. Han var afdelingschef fra 1998.
Sørensen var konstitueret dommer i Østre Landsret i 2001-2002.
Fra 2002 til 2007 arbejdede han som lovråd i Justitsministeriet, indtil han fra 1. august 2007 blev rigsadvokat.